# .577/500 No 2 Black Powder Express
 Le .577/500 No 2 Black Powder Express, également connu comme 12.7 mm British No 2, est une cartouche à bourrelet et à percussion centrale britannique destinée aux fusils. 

## Développement
Le .577 / 500 No 2 B.P.E. a été développé en tant que munition propulsée par poudre noire avant 1879 en réduisant le .577 Black Powder Express à .507 pouces (12,9 mm)
, pour une utilisation avec des fusils, comme par exemple une grande variété de fusils à levier Martini-Henry. 
Comme le .450 Black Powder Express, le .577 / 500 B.P.E. est disponible en plusieurs longueurs de douille, la plus courante étant 3 pouces. Une variante de 3⅛ pouces serait plus tard chargée de cordite pour devenir le .577 / 500 Nitro Express.  
Le .577 / 500 No 2 B.P.E. a parfois été également chargé de cordite pour devenir le .577 / 500 No 2 Nitro for Black, la même cartouche utilisant de petites charges de cordite, soigneusement déduite après essai, pour reproduire la balistique de la version à poudre noire.

## Utilisation
Le .577 / 500 No 2 B.P.E. était une cartouche populaire en Inde pour chasser tout type de gibier à peau mince, jusqu'au tigre.  Comme le .500 B.P.E., le .577 / 500 No 2 B.P.E. n'a jamais été populaire en Afrique, n'étant pas assez puissant pour le gibier à peau épaisse comme l'éléphant.  
Modérément populaire à son époque, cette munition a depuis longtemps cessé d'être commercialisée. 

## Voir également
- Liste des cartouches de fusil
- Lexique des armes à feu
- Munition
- Cartouche à percussion centrale